# Magnus Wolff Eikrem
Magnus Wolff Eikrem (Molde, 1990. augusztus 8. –) norvég válogatott labdarúgó, aki jelenleg a Molde középpályása.

## Pályafutása

### Klubcsapatokban
Eikrem a Molde és a Manchester United akadémiáin nevelkedett. Többször szerepelt a manchesteri csapat keretében, azonban nem lépett pályára a "Vörös Ördögök" színeiben.
2011 és 2013 között a Molde labdarúgója volt, a klubbal két norvég bajnoki címet és egy kupagyőzelmet ünnepelhetett. 
2013-ban a holland Heerenveenhez igazolt.
2014 januárjában a Cardiff City színeiben bemutatkozott a Premier League-ben egy West Ham elleni mérkőzésen. 
2015 és 2017 között a svéd Malmönél szerepelt, ahol 2016-ban és 2017-ben bajnoki címet szerzett. 
2018-ban az egyesült államokbeli Seattle Soundersben futballozott. 
2018 óta ismét a Molde játékosa.

### A válogatottban
Tagja volt a 2013-as U21-es labdarúgó-Európa-bajnokságon elődöntős norvég U21-es válogatottnak. A norvég felnőtt válogatottban eddig tizenhét mérkőzésen lépett pályára.

## Statisztikái

### Klubcsapatokban
2023. március 18. szerint.
| Klub             | Szezon           | Liga             | Liga  | Liga | Kupa  | Kupa | Nemzetközi | Nemzetközi | Egyéb | Egyéb | Összesen | Összesen |
| Klub             | Szezon           | Bajnokság        | Mérk. | Gól  | Mérk. | Gól  | Mérk.      | Gól        | Mérk. | Gól   | Mérk.    | Gól      |
| ---------------- | ---------------- | ---------------- | ----- | ---- | ----- | ---- | ---------- | ---------- | ----- | ----- | -------- | -------- |
| Molde            | 2011             | Tippeligaen      | 28    | 4    | 3     | 1    | —          | —          | —     | —     | 31       | 5        |
| Molde            | 2012             | Tippeligaen      | 27    | 0    | 4     | 1    | 10         | 2          | —     | —     | 41       | 3        |
| Molde            | 2013             | Tippeligaen      | 13    | 2    | 1     | 1    | —          | —          | —     | —     | 14       | 3        |
| Molde            | Összesen         | Összesen         | 68    | 6    | 8     | 3    | 10         | 2          | —     | —     | 86       | 11       |
| Heerenveen       | 2013-14          | Eredivisie       | 13    | 2    | 3     | 0    | —          | —          | —     | —     | 16       | 2        |
| Heerenveen       | Összesen         | Összesen         | 13    | 2    | 3     | 0    | —          | —          | —     | —     | 16       | 2        |
| Cardiff City     | 2013-14          | Premier League   | 6     | 0    | 2     | 0    | —          | —          | —     | —     | 8        | 0        |
| Cardiff City     | 2014-15          | Championship     | 3     | 0    | 2     | 0    | —          | —          | —     | —     | 5        | 0        |
| Cardiff City     | Összesen         | Összesen         | 9     | 0    | 4     | 0    | —          | —          | —     | —     | 13       | 0        |
| Malmö            | 2015             | Allsvenskan      | 28    | 7    | 5     | 3    | 7          | 0          | —     | —     | 40       | 10       |
| Malmö            | 2016             | Allsvenskan      | 23    | 4    | 5     | 1    | —          | —          | —     | —     | 28       | 5        |
| Malmö            | 2017             | Allsvenskan      | 15    | 1    | 0     | 0    | 2          | 0          | —     | —     | 17       | 1        |
| Malmö            | Összesen         | Összesen         | 66    | 12   | 10    | 4    | 9          | 0          | —     | —     | 85       | 16       |
| Seattle Sounders | 2018             | MLS              | 16    | 1    | 0     | 0    | 2          | 1          | —     | —     | 18       | 2        |
| Seattle Sounders | Összesen         | Összesen         | 16    | 1    | 0     | 0    | 2          | 1          | —     | —     | 18       | 2        |
| Molde            | 2018             | Eliteserien      | 14    | 4    | 0     | 0    | 6          | 0          | —     | —     | 20       | 4        |
| Molde            | 2019             | Eliteserien      | 25    | 11   | 1     | 0    | 7          | 2          | —     | —     | 33       | 13       |
| Molde            | 2020             | Eliteserien      | 27    | 7    | 0     | 0    | 11         | 5          | —     | —     | 38       | 12       |
| Molde            | 2021             | Eliteserien      | 24    | 4    | 1     | 1    | 4          | 1          | —     | —     | 29       | 6        |
| Molde            | 2022             | Eliteserien      | 20    | 6    | 4     | 3    | 8          | 0          | —     | —     | 32       | 9        |
| Molde            | 2023             | Eliteserien      | 0     | 0    | 2     | 1    | 0          | 0          | —     | —     | 2        | 1        |
| Molde            | Összesen         | Összesen         | 110   | 32   | 8     | 5    | 36         | 9          | —     | —     | 153      | 46       |
| Karrier összesen | Karrier összesen | Karrier összesen | 282   | 53   | 33    | 12   | 55         | 11         | —     | —     | 370      | 76       |

### A válogatottban
2015. július 4-én frissítve.
| Nemzet   | Év       | Mérkőzés | Gól |
| -------- | -------- | -------- | --- |
| Norvégia | 2012     | 8        | 0   |
| Norvégia | 2013     | 7        | 0   |
| Norvégia | 2014     | 0        | 0   |
| Norvégia | 2015     | 1        | 0   |
| Összesen | Összesen | 16       | 0   |

## Sikerei, díjai

### Klubcsapatokban
Molde
- Norvég bajnok: 2011, 2012, 2019, 2022
- Norvég kupa: 2013, 2021–22

Malmö
- Svéd bajnok: 2016, 2017